# Вітерок
Вітеро́к (рос. Ветерок) — селище у складі Ірбітського міського округу Свердловської області.
Населення — 34 особи (2010, 55 у 2002).
Національний склад населення станом на 2002 рік: росіяни — 87 %.